# Liste von Persönlichkeiten der Stadt Weiden in der Oberpfalz

Wappen der Stadt Weiden in der Oberpfalz

Diese Liste enthält in Weiden in der Oberpfalz geborene Persönlichkeiten sowie solche, die dort gewirkt haben, dabei jedoch andernorts geboren wurden. Die Liste erhebt keinen Anspruch auf Vollständigkeit.

## Söhne und Töchter der Stadt
- Erhard Weigel (1625–1699), Philosoph und Mathematiker
- Franz Ferdinand von Rummel (1644–1716), Fürstbischof der Diözese Wien (1706–1716)
- Johann Adam Göritz (1681–1734), Stadtarzt in Regensburg und Mitglied der Gelehrtenakademie Leopoldina
- Simon Feilner (1726–1798), Stuckateur, Porzellanmaler und Modelleur
- Eduard Zachäus Herrmann (1807–1854), bayerischer Abgeordneter und Stadtschreiber
- Josef von Herrmann (1836–1914), Beamter und Politiker
- Oskar Menzel (1853–1937), bayerischer Generalmajor
- Leo Gloetzner (1855–1926), Organist, Pianist und Instrumentalpädagoge
- Alois Ritter von Frank (1859–1940), Staatssekretär im Reichsverkehrsministerium, Präsident der Reichsbahndirektion München
- Eduard Götz (1876–1961), Malermeister, Dekorations- und Kunstmaler
- Michael Lukas (1877–1955), Politiker
- Hans Strobel (1881–1953), Architekt und Stadtplaner
- Wilhelm Vierling (1885–1974), Bildhauer und Maler
- Carl Eichhorn (1886–nach 1911), Ruderer
- Christian Reichel (1888–1952), deutscher Landrat
- Hans Lang (1897–1968), Komponist, Musikpädagoge, Hochschullehrer
- Eduard Zintl (1898–1941), Chemiker und Hochschullehrer
- Otto Ambros (1901–1990), Chemiker und verurteilter Kriegsverbrecher
- Martin Gottfried Weiß (1905–1946), SS-Obersturmbannführer, Lageringenieur, KZ-Kommandant und verurteilter Kriegsverbrecher
- Friedrich Drechsler (1906–1998), NS-Politiker, Präsident der Reichsbahndirektion München, Geschäftsführer der Firmengruppe Messerschmitt-Bölkow-Blohm
- Reinhard Höllfritsch (1909–1944), Jurist und Landrat in Kronach
- Paul Stöcklein (1909–1992), Germanist, Literaturwissenschaftler und Hochschullehrer
- Karl Hugo Strunz (1910–2006), Mineraloge und Hochschullehrer
- Rudolf Glötzner (1917–2010), Leichtathlet und Gynäkologe
- Elisabeth Schärtel (1919–2012), Opernsängerin
- Adolf Wolfgang Schuster (1919–2004), Jurist und Heimatforscher
- Franz Josef Zebisch (1920–1988), SPD-Stadtrat seit 1956, MdB von 1965–1980, Ehrenbürger der Stadt seit 1984
- Hermann Bogner (1921–2012), Agrarwissenschaftler und Hochschullehrer
- Richard Völkl (1921–2003), Pastoraltheologe und Caritas-Wissenschaftler
- Hermann Schätzler (1923–2009), Maler und Zeichner
- Leo Bäumler (1925–2008), Bildhauer
- Günther L. Eckert (1927–2001), Architekt
- Wilhelm Schätzler (1929–2018), römisch-katholischer Geistlicher und Sekretär der Deutschen Bischofskonferenz
- Erich Bäumler (1930–2003), ehemaliger Fußball-Nationalspieler
- Josef Bugl (1932–2023), Politiker (CDU)
- Klaus Frühhaber (* 1939), Generalmajor a. D.
- Edgar Fuchs (1941–2022), Sportjournalist
- Ekkehardt Hofmann (* 1942), Maler, Autor und Dozent
- Karl Reichl (* 1943), Anglist, Mediävist und Hochschullehrer
- Richard Münchmeier (* 1944), Psychologe
- Manfred Linz (1945–2004), Fußballspieler
- Marga Schiml (* 1945), Opernsängerin
- Ulrike Müller-Böker (* 1953), Geografin und Hochschullehrerin
- Wolfgang Müller (1953–2023), Gymnasiallehrer für Musik, Pianist, Komponist
- Horst Eckert (* 1959), Autor von Kriminalromanen
- Michael Brenner (* 1964), Historiker
- Thorsten Otto (* 1964), Radiomoderator auf Bayern 3
- Matthias Matuschik (* 1965), Radiomoderator auf Bayern 3 und Kabarettist
- Andrea Bauer (* 1966), Medizinerin und Wissenschaftlerin
- Monika Henzinger (* 1966), Informatikerin
- Wolfgang Weiß (* 1966), Rechtswissenschaftler, Hochschullehrer
- Michael Ammann (* 1967), Komponist und Performer
- Gerwin Eisenhauer (* 1967), Jazz-Schlagzeuger
- WON ABC (* 1967), Graffiti- und Aktionskünstler
- Michael Dornheim (* 1968), Volleyball-Nationalspieler
- Christian Schwägerl (* 1968), Wissenschaftsjournalist und Autor
- Marco J. Riedl (* 1969), Filmregisseur, Drehbuchautor und Kameramann
- Christian Freuding (* 1971), deutscher Generalmajor
- Lars David Kellner (* 1973), Pianist und Arzt
- Franz Vitzthum (* 1973), deutscher Countertenor
- Uli Grötsch (* 1975), Politiker (SPD)
- Kathrin Anna Stahl (* 1977), Schauspielerin, Sängerin und Filmemacherin
- Alexandra Liedl (* 1979), Psychologin, Psychotherapeutin und Sachbuchautorin
- Tina Winklmann (* 1980), Politikerin (Bündnis 90/Die Grünen)
- Daniel Grünauer (* 1982), Dramaturg, Regisseur und Autor
- Stephan Oetzinger (* 1984), Politiker (CSU)
- Benedikt Schopper (* 1985), Eishockeyspieler
- Christoph Skutella (* 1985), Politiker (FDP)
- Peter Käsbauer (* 1988), Badmintonspieler
- Nadine Kraus (* 1988), Fußballspielerin
- Fabian Hinz (* 1989), Analytiker
- Markus Rom (* 1990), Musiker
- Philipp Wolf (* 1992), Schwimmer
- Sven Kopp (* 1995), Fußballspieler
- Dennis Lippert (* 1996), Fußballspieler
- Kay Bruhnke (* 2001), Basketballspieler
- Phillip Böhm (* 2002), Fußballtorwart

## Weitere Persönlichkeiten, die mit der Stadt in Verbindung stehen
- Gustav von Schlör (1820–1883), brachte die Eisenbahn nach Weiden und wurde 1878 zum Ehrenbürger von Weiden ernannt
- August Prechtl (1861–1911), von 1891 bis 1911 Bürgermeister
- Kurt Eisner (1867–1919), erster republikanischer bayerischer Ministerpräsident (USPD), der die (heute noch bestehende) „Kreisfreiheit“ Weidens zum 1. Januar 1919 verfügte.
- Max Reger (1873–1916), Komponist und Organist, wuchs in Weiden auf
- Johannes Stark (auch Johann Stark; 1874–1957), Physiker, Träger des Nobelpreises für Physik für die Entdeckung des Stark-Effekts, lebte in Ullersricht
- Franz Mörtl (1878–1935), sozialdemokratischer Stadtrat, KZ-Häftling in Dachau
- Otto Seeling (1881–1955), Unternehmer, Industrieller, Stifter; Gründer und Generaldirektor der Deutschen Tafelglas AG (DETAG), deren Werk in Weiden er förderte[1]
- Artur Ebert (1891–1978), Geophysiker, starb in Weiden
- Wilhelm Seltmann (1895–1967), Fabrikbesitzer der Porzellanfabrik Seltmann
- Rudolf Walter (Musikwissenschaftler) (1918–2009), von Sept. 1945 bis Mai 1948 Organist an St. Josef in Weiden
- Franz Joachim Behnisch (1920–1983), Pädagoge und Schriftsteller
- Rudolf Schieder (1920–2015), Maler und Grafiker, lebte und arbeitete ab 1947 bis zu seinem Tod in Weiden
- Horst Gabriel (1922–2007)
- Henny Brenner (1924–2020), autobiographische Schriftstellerin, Mutter des Historikers Michael Brenner
- Dieter Hildebrandt (1927–2013), Kabarettist, machte 1947 an der „Oberrealschule“ (dem heutigen Kepler-Gymnasium) Abitur
- Wolfgang Karl Heinz Neugebauer (1928–2020), Maler
- Sandra Paretti (bürgerlicher Name: Irmgard Schneeberger) (1935–1994), Schriftstellerin, verbrachte die Jugendjahre in Weiden
- Bernhard M. Baron (* 1947), Kulturmanager, Initiator und Organisator der „Weidener Literaturtage“ (1985–2007)
- Florian Hinterberger (* 1958), Fußballspieler und Trainer, wuchs in Weiden auf
- Manfred Schiller (* 1961), Politiker (AfD), Mitglied des Stadtrats von Weiden
- Michal Bartosch (* 1985), Eishockeyspieler, wuchs in Weiden auf
- Irfan Peci (* 1989), politischer Aktivist und Webvideoproduzent
- Günter Mauermann (* 1938), Bildhauer[2]